# Ventspils
Ventspils (en livonien : Vǟnta ; en français : Vindau ; en allemand : Windau ; en polonais : Windawa ; en russe : Вентспилс, Ventspils) est une ville du nord-ouest de la Lettonie. Sa population s'élevait à 40 273 habitants en 2015.

## Géographie
Ventspils, « le château sur la Venta » en letton, se trouve sur les bords de la mer Baltique, à 162 km à l'ouest-nord-ouest de Rīga. Son nom vient du fleuve Venta qui l'arrose.

## Climat
| Mois                                  | jan.       | fév.       | mars       | avril     | mai       | juin      | jui.      | août      | sep.      | oct.      | nov.       | déc.     | année         |
| ------------------------------------- | ---------- | ---------- | ---------- | --------- | --------- | --------- | --------- | --------- | --------- | --------- | ---------- | -------- | ------------- |
| Température minimale moyenne (°C)     | −2,2       | −3,2       | −1         | 3,3       | 7,2       | 11,6      | 14,6      | 14,6      | 11,1      | 6,5       | 2,6        | −0,4     | 5,4           |
| Température moyenne (°C)              | −0,9       | −1,4       | 1,3        | 6         | 10,3      | 14,4      | 17,7      | 17,7      | 13,8      | 8,6       | 4          | 0,9      | 7,7           |
| Température maximale moyenne (°C)     | 0,5        | 0,5        | 3,5        | 8,8       | 13,5      | 17,2      | 20,8      | 21        | 16,7      | 10,8      | 5,4        | 2,4      | 10,1          |
| Record de froid (°C) date du record   | −20,9 2010 | −22,5 1996 | −15,5 1996 | −4,5 1996 | −1,3 2017 | 1,2 1997  | 1,2 1995  | 7 1998    | −1 1993   | −4,5 1994 | −14,2 1993 | −18 1996 | −22,5 1996    |
| Record de chaleur (°C) date du record | 7,1 1991   | 9,3 1997   | 18,6 2010  | 33,5 1995 | 31,7 2014 | 33,1 1997 | 34,8 2010 | 37,8 2014 | 27,3 2018 | 21,2 2000 | 13,9 2018  | 9,4 2000 | 37,8 4/8/2014 |
| Ensoleillement (h)                    | 21,2       | 50,4       | 128,1      | 174,4     | 322,2     | 268,8     | 270,4     | 149,2     | 127,6     | 103,3     | 24,4       | 25,1     | 1 665,1       |
| Précipitations (mm)                   | 56,1       | 62,2       | 39,3       | 40        | 41,2      | 58,5      | 103,2     | 73,1      | 62,1      | 85,8      | 59,3       | 72,4     | 753,2         |
| Nombre de jours avec précipitations   | 12,1       | 10,2       | 7,4        | 8,4       | 7,3       | 8,8       | 8,8       | 9,1       | 9,7       | 13,4      | 12,7       | 14,9     | 122,8         |

| Diagramme climatique                                  |             |           |          |             |              |               |            |              |             |            |             |
| J                                                     | F           | M         | A        | M           | J            | J             | A          | S            | O           | N          | D           |
| 0,5−2,256,1                                           | 0,5−3,262,2 | 3,5−139,3 | 8,83,340 | 13,57,241,2 | 17,211,658,5 | 20,814,6103,2 | 2114,673,1 | 16,711,162,1 | 10,86,585,8 | 5,42,659,3 | 2,4−0,472,4 |
| Moyennes : • Temp. maxi et mini °C • Précipitation mm |             |           |          |             |              |               |            |              |             |            |             |

## Histoire
Ventspils est mentionnée sous le nom de Windau, nom allemand qu'elle garde jusqu'en 1918, pour la première fois en 1290. La cité fut construite autour d'un château appartenant aux Chevaliers porte-glaives et devint un important comptoir de la ligue hanséatique à partir du XIIIe siècle.
Lors de la Grande guerre du Nord (1700-1721), la ville est complètement détruite, et en 1711, une épidémie tue la grande majorité des habitants. La ville tombe alors sous l'emprise de l'Empire russe.
Le site international de radioastronomie VIRAC est situé à 30 km au nord de la ville. L'existence du centre, créé par les Soviétiques, ne fut révélé à la population lettone qu'en 1994, après la fin de l'occupation russe.
En 2005, la ville est utilisée pour un exercice militaire de grande envergure. En effet, cet exercice naval, nommé BALTOPS, réunit les États-Unis, le Royaume-Uni, la Suède, la Pologne, le Danemark, la Lettonie, la Norvège, et la Finlande.

### Château de Ventspils
Le château de Ventspils a été bâti dans la seconde moitié du XIIIe siècle, et c'est autour de lui qu'est construite la ville quelques années plus tard. Jusqu'en 1561, il est en possession de l'Ordre livonien.
De 1832 à 1959, le château est transformé en prison. Aujourd'hui, le Château de Ventspils est devenu un musée.

## Économie
La ville est un important port où transitent les exportations pétrolières et minières provenant de Russie. Son développement est dû (tout comme Liepaja) au fait que le port reste libre de glace tout au long de l'année. Utilisé comme principal port pétrolier de la Baltique pendant la période soviétique, elle a connu un fort déclin de son activité dans les années 1990 et 2000, la Russie ayant développé de nouveaux terminaux autour de Saint-Pétersbourg.
La ville se veut être la concurrente de Jurmala pour les activités balnéaires et des efforts sont faits en faveur du tourisme. Outre l'amélioration des façades et des rues du centre-ville, la ville accueille chaque année le festival des fleurs. Ceci se fait sous l'impulsion et grâce aux capitaux de l'oligarque Aivars Lembergs, maire de la ville depuis 1991, directeur de Ventspils nafta (entreprise pétrolière) et emprisonné en mars 2007 pour abus de pouvoir, blanchiment d'argent et corruption.
La ville possède depuis 1975 un aéroport international.

## Sport
Le sport a une grande place au sein de la ville. En effet, la ville possède un des plus grands complexes sportifs du pays, avec notamment une patinoire, un centre aquatique, un terrain de football, un skatepark, et un terrain de basket-ball.
En 2009, la ville a accueilli les championnats lettons d'athlétisme.
De nombreux clubs sportifs ont élu domicile à Ventspils, les plus prestigieux étant le BK Ventspils (Basket-ball) et le FK Ventspils (Football).
L'école sportive de Ventspils est la plus grande de Lettonie, environ 1200 étudiants y sont inscrits et pratiquent une dizaine de sports différents. La grande majorité des athlètes lettons aux Jeux olympiques de la jeunesse sont issus de cette école.

## Personnalités
- Dagmara Beitnere-Le Galla, femme politique.
- Krists Neilands, coureur cycliste né le 18 août 1994 à Ventspils.

## Jumelage
- Lorient (France) depuis le 24 juin 1974
- Stralsund (Allemagne), depuis 1987
- Västervik (Suède)